# Aporosa praegrandifolia
Aporosa praegrandifolia är en emblikaväxtart som först beskrevs av Spencer Le Marchant Moore, och fick sitt nu gällande namn av Anne M. Schot. Aporosa praegrandifolia ingår i släktet Aporosa och familjen emblikaväxter. Inga underarter finns listade i Catalogue of Life.